# Génesis Romero
Pour les articles homonymes, voir Romero.
Génesis Romero (née le 6 novembre 1995) est une athlète vénézuélienne, spécialiste du 100 mètres haies.
Elle remporte cette discipline lors des Championnats d'Amérique du Sud d'athlétisme espoirs 2014 et lors des Jeux sud-américains de 2018. Elle est médaillée d'argent du 100 mètres haiesaux Championnats d'Amérique du Sud d'athlétisme 2017, médaillée de bronze du 100 mètres haies aux Championnats panaméricains juniors d'athlétisme 2013 et médaillée de bronze du relais 4 × 100 mètres aux Championnats d'Amérique du Sud d'athlétisme 2013.
En 2019 elle passe sous les 13 s en terminant 3e du meeting de Marseille en 12 s 97.

## Palmarès
| Date | Compétition                    | Lieu                 | Résultat | Épreuve     | Temps   |
| ---- | ------------------------------ | -------------------- | -------- | ----------- | ------- |
| 2013 | Championnats d'Amérique du Sud | Carthagène des Indes | 3e       | 4 × 100 m   | 45 s 44 |
| 2017 | Championnats d'Amérique du Sud | Luque                | 2e       | 100 m haies | 13 s 16 |
| 2019 | Championnats d'Amérique du Sud | Lima                 | 1re      | 100 m haies | 13 s 29 |
| 2019 | Championnats d'Amérique du Sud | Lima                 | 5e       | Longueur    | 6,24 m  |

## Records
| Épreuve          | Temps   | Lieu         | Date            |
| ---------------- | ------- | ------------ | --------------- |
| 100 mètres haies | 12 s 97 | Marseille    | 2 juillet 2019  |
| 100 mètres       | 11 s 71 | Barquisimeto | 4 mai 2018      |
| 200 mètres       | 23 s 90 | Barquisimeto | 5 mai 2018      |
| Saut en longueur | 6,44 m  | Barquisimeto | 10 janvier 2020 |